# 马克西姆·布里奥
马克西姆·布里奥（法語：Maxime Briot，2000年4月24日—），法國男子羽毛球運動員。

## 簡歷
2017年6月，马克西姆·布里奥出戰拉脫維亞羽毛球國際賽，與法比安·德尔吕合作打進男子雙打比賽四強。

## 主要比賽成績
只列出曾進入準決賽的國際賽事成績：
| 年份   | 賽事                 | 公開賽級別 | 項目     | 拍檔          | 成績   |
| ------ | -------------------- | ---------- | -------- | ------------- | ------ |
| 2017年 | 歐洲青年羽毛球錦標賽 | 其他       | 混合團體 | －            | 冠軍   |
| 2017年 | 拉脫維亞羽毛球國際賽 | 未來系列賽 | 男子雙打 | 法比安·德尔吕 | 準決賽 |
| 2018年 | 歐洲青年羽毛球錦標賽 | 其他       | 混合團體 | －            | 冠軍   |
| 2018年 | 歐洲青年羽毛球錦標賽 | 其他       | 男子雙打 | Kenji Lovang  | 季軍   |

| 2007-2017年 | 首要超級賽 | 超級賽 | 黃金大獎賽 | 大獎賽 | 國際挑戰賽 | 國際系列賽 | 未來系列賽 | 其他 |

| 2018-2026年 | 總決賽 | 超級1000賽 | 超級750賽 | 超級500賽 | 超級300賽 | 超級100賽 | 國際挑戰賽 | 國際系列賽 | 未來系列賽 | 其他 |